# Joachim Gauck

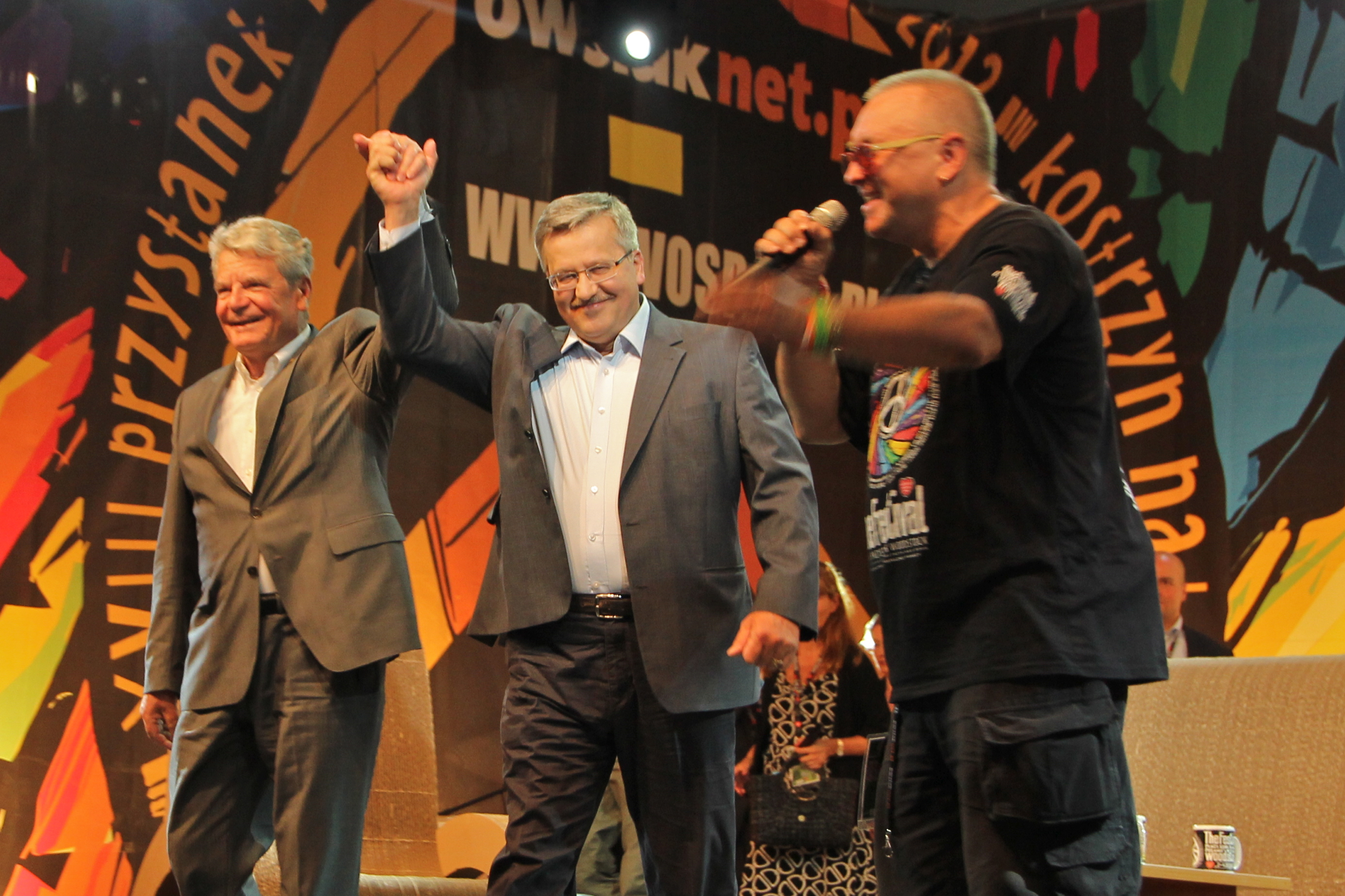
Joachim Gauck i Bronisław Komorowski podczas Przystanku Woodstock 2012

Joachim Gauck (ur. 24 stycznia 1940 w Rostocku) – niemiecki duchowny luterański, bezpartyjny działacz polityczny i publicysta. W latach 1990–2000 był prezesem Federalnego Urzędu ds. Akt Stasi. Od 18 marca 2012 do 18 marca 2017 prezydent Republiki Federalnej Niemiec.

## Życiorys
W latach 1958–1965 studiował teologię w Rostocku. Po jej ukończeniu był pastorem w kilku parafiach Ewangelicko-Luterańskiego Kościoła Meklemburgii (ELLM).

### Działalność polityczna do 2010
W Niemieckiej Republice Demokratycznej wspierał dysydentów. W 1989 r. był jednym z założycieli partii opozycyjnej Nowe Forum. W listopadzie 1990 został na własną prośbę zwolniony ze służby jako pastor.
W latach 1990–2000 pełnił funkcję prezesa Federalnego Urzędu ds. Akt Stasi (Instytut Gaucka), który zajmuje się badaniem materiałów z archiwum Stasi.

### Udział w wyborach prezydenckich 2010
W 2010 r. został kandydatem SPD i Zielonych na stanowisko prezydenta Republiki Federalnej Niemiec. 30 czerwca 2010 Zgromadzenie Federalne Niemiec zebrało się, by dokonać wyboru prezydenta, które to stanowisko pozostawało nieobsadzone po rezygnacji Horsta Köhlera. Kandydowały cztery osoby: Joachim Gauck, Luc Jochimsen, Frank Rennicke, Christian Wulff. W dwóch pierwszych turach głosowania żaden z kandydatów nie uzyskał wymaganej większości. Gauck w obydwu turach zajął drugie miejsce zyskując odpowiednio 499 i 490 głosów. W trzeciej turze kandydatury Jochimsen i Rennickego wycofano. Prezydentem został wybrany Christian Wulff dostając 625 głosów, a Joachim Gauck otrzymał 494 głosy.

### Prezydentura

#### Wybór przez Zgromadzenie Federalne 18 marca 2012
Po ustąpieniu Christiana Wulffa z urzędu 17 lutego 2012 SPD ponownie zaproponowała kandydaturę Joachima Gaucka na prezydenta federalnego, którą poparł również Sojusz 90/Zieloni. 19 lutego 2012 kandydaturę poparła ponadto FDP, jednak CDU i CSU uznały jego kandydaturę za nie do zaakceptowania. Ostatecznie wieczorem tego samego dnia przystały na wybór Joachima Gaucka na prezydenta. Tym samym Gauck miał poparcie pięciu spośród sześciu partii najliczniej reprezentowanych w Zgromadzeniu Federalnym.
18 marca 2012 Gauck został wybrany przez Zgromadzenie Federalne w pierwszej turze wyborów na urząd prezydenta Niemiec, uzyskując 991 spośród 1232 oddanych głosów elektorskich.

#### Objęcie urzędu
Joachim Gauck objął wakujący urząd chwilę po ogłoszeniu wyniku wyborów, oświadczając wobec przewodniczącego Zgromadzenia Federalnego przyjęcie wyboru. Objęcie urzędu nastąpiło niezależnie od zaprzysiężenia przed wspólnie zebranymi Bundestagiem i Bundesratem wedle art. 56 Ustawy Zasadniczej, które nastąpiło w piątek, 23 marca 2012.
Jako nowo wybrany prezydent w swoją pierwszą podróż zagraniczną udał się do Polski, wizyta ta odbyła się w dniach 26–27 marca 2012.
6 czerwca 2016 Joachim Gauck zapowiedział, że nie będzie ubiegał się o kolejną kadencję w wyborach prezydenckich zaplanowanych na 12 lutego 2017. Od 8 września 2015 Gauck pozostawał najstarszym urzędującym prezydentem RFN, wyprzedzając pierwszego prezydenta Theodora Heussa. 18 marca 2017 zakończył urzędowanie przekazując dzień później najwyższy urząd w państwie Frankowi-Walterowi Steinmeierowi.

## Poglądy polityczne
Joachim Gauck określił się jako lewicowy liberalny konserwatysta. Powiedział również: „nie jestem czerwony ani zielony, jestem Joachim Gauck”. Frankfurter Allgemeine Zeitung opisał go jako liberalnego konserwatystę.

## Stosunek do spraw polskich
W 50. rocznicę wydania Orędzia biskupów polskich do biskupów niemieckich prezydent Gauck wspólnie z prezydentem RP Andrzejem Dudą wypowiedział się o doniosłości tego aktu dla stosunków polsko-niemieckich.

## Życie prywatne

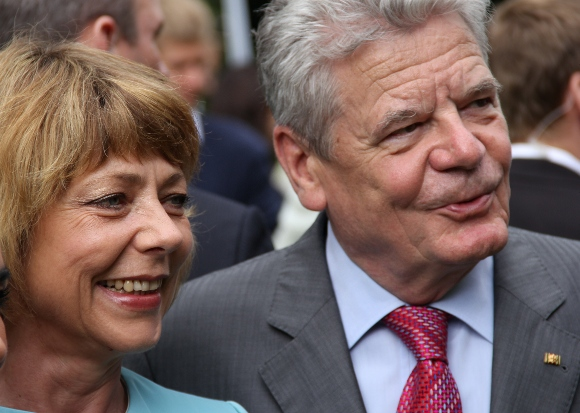
Joachim Gauck wraz ze swoją partnerką Danielą Schadt

Joachim Gauck ma z zawartego w 1959 małżeństwa z żoną Gerhild Gauck czworo dzieci: Christiana (ur. 1960), Martina (ur. 1962), Gesine (ur. 1966) i Katharinę (ur. 1979). Christian, Martin i Gesine przenieśli się jeszcze w latach 80. do zachodniej części Niemiec. Joachim Gauck jest od 1991 w separacji z żoną, jednak nie rozwiódł się. Od roku 2000 związany jest z niemiecką dziennikarką Danielą Schadt, która zgodnie z wolą Gaucka została pierwszą damą Niemiec. W związku z tym deputowany Unii Chrześcijańsko-Społecznej (CSU) Norbert Geis jeszcze przed wyborami kategorycznie domagał się, aby Gauck niezwłocznie uporządkował sprawy prywatne.

## Odznaczenia
- Stopień Specjalny Krzyża Wielkiego Orderu Zasługi RFN – 2012, ex officio (po objęciu urzędu Prezydenta RFN)
- Wielki Krzyż Zasługi z Gwiazdą Orderu Zasługi RFN – 2000[22]
- Krzyż Zasługi I Klasy Orderu Zasługi RFN – 1995
- Order Krzyża Ziemi Maryjnej IV Klasy – 2005, Estonia[23]
- Krzyż Wielki Orderu Świętego Karola – 2012, Monako
- Krzyż Wielki z Łańcuchem Orderu Krzyża Ziemi Maryjnej – 2013, Estonia
- Kawaler Krzyża Wielkiego z Łańcuchem Orderu Sokoła Islandzkiego – 2013, Islandia[24]
- Order Białego Lwa I klasy – 2014, Czechy
- Order za Wybitne Zasługi – 2014, Słowenia[25]
- Order Wolności – 2014, Ukraina[26]